# 会いたいロンリークリスマス
「会いたいロンリークリスマス」（あいたいロンリークリスマス）は、℃-uteのメジャー14枚目（通算19枚目）のシングル。2010年12月1日にzetimaから発売された。

## 概要
初回生産限定盤A、BはCD+DVDで、通常盤はCDのみである。また、初回生産限定盤A、初回生産限定盤B、通常盤(初回プレス分)ともイベント抽選シリアルナンバーカードが封入されている。
℃-uteとして初めてのクリスマスソングである。
テレビ東京『ゴッドタン』のエンディングテーマに起用された。
　

## 収録曲
全作詞・作曲：つんく
1. 会いたいロンリークリスマス
編曲：湯浅公一
2. 青春!無限パワー
編曲：藤澤慶昌
3. 会いたいロンリークリスマス (Instrumental)

初回生産限定盤A付属DVD
1. 会いたいロンリークリスマス (Christmas House Ver.)

初回生産限定盤B付属DVD
1. 会いたいロンリークリスマス (Christmas Night Ver.)

## 参加ミュージシャン
会いたいロンリークリスマス
- プログラミング：湯浅公一
- ギター：朝井泰生
- コーラス：CHINO

青春!無限パワー
- プログラミング&ギター：藤澤慶昌